# Vigiles

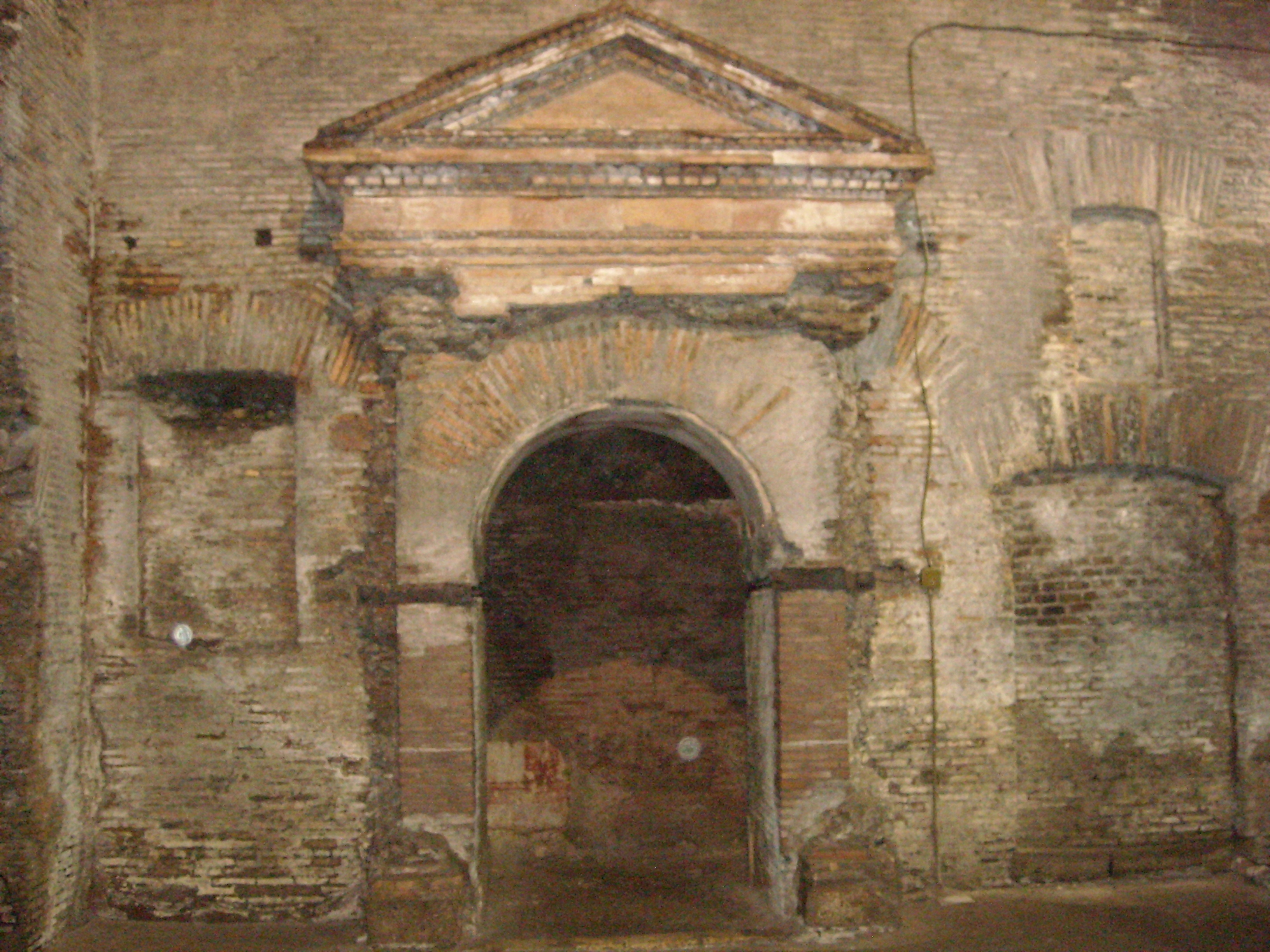
Edículo en el patio de la VII cohorte de los vigiles de Roma, en la vía de la VII cohorte (Trastevere), actualmente 8 metros por debajo del nivel de la calle.

Los vigiles (singular: vigil), o más propiamente en su versión latina original: vigiles urbani ("guardianes de noche" o "vigilantes") y también cohortes vigilum ("cohortes de vigilantes") eran los equivalentes a bomberos y policía nocturna de la Antigua Roma.

## Historia

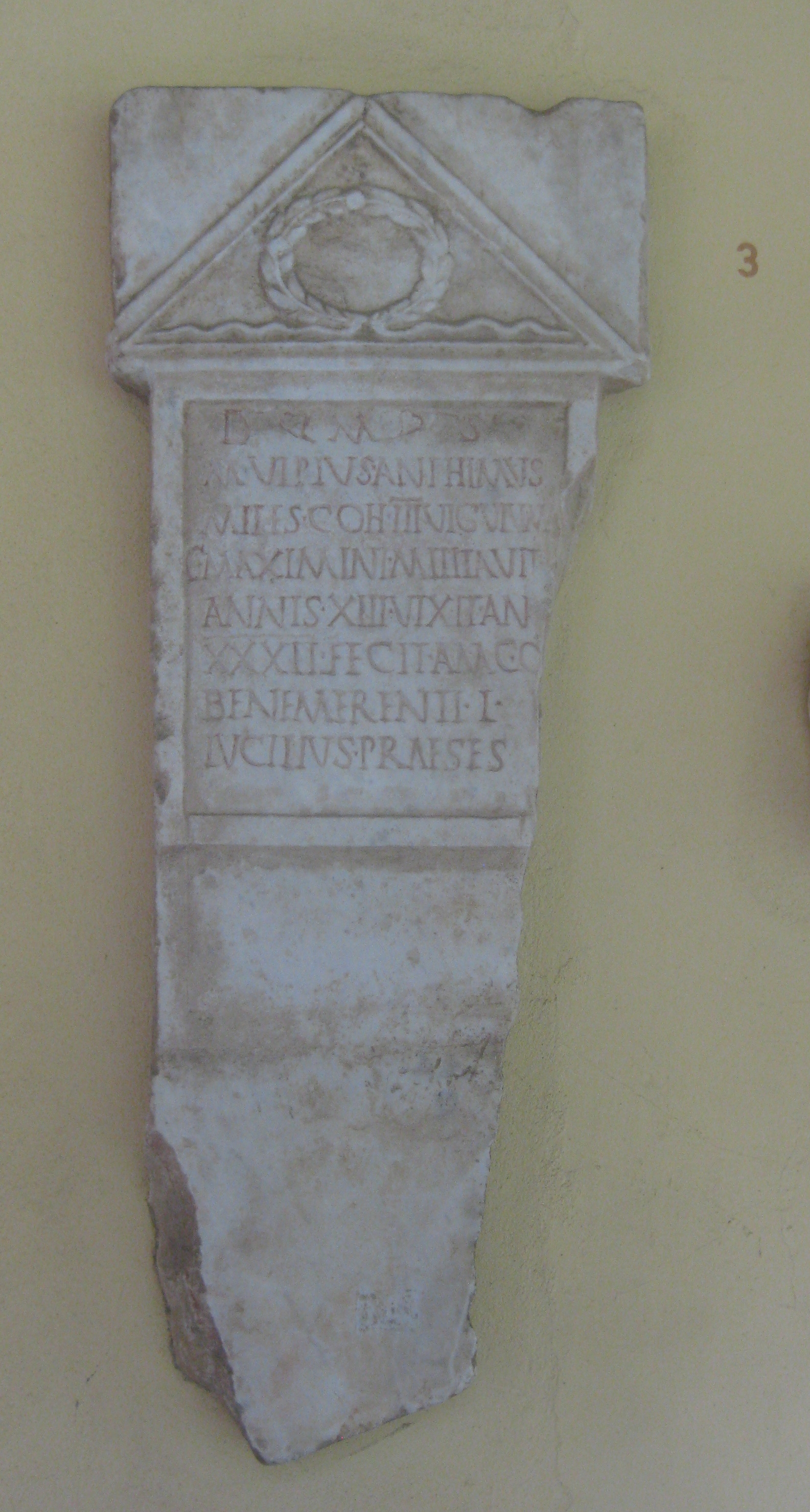
Epitafio de Marco Ulpio Anthimo, soldado de la III Cohors Vigilum en el.

En tiempos de la República romana, los triunviros nocturnos (en latín, triumviri nocturni que significa tres hombres de la noche), en un principio, fueron los primeros que, además de ser responsables de la seguridad, se organizaron incipientemente en grupo para combatir los incendios cada vez más frecuentes en Roma. Se utilizaban esclavos de propiedad privada, organizados en cuadrilla que combatía los problemas comunes que se daban ante un incendio. Este sistema privado era poco eficaz, por lo que ante el interés de mantener la ciudad a salvo, Augusto instituyó una nueva fuerza pública de extinción de incendios llamada vigiles. Augusto los modeló inspirándose en el cuerpo de bomberos de Alejandría, Egipto. Los vigiles también eran conocidos por su apodo de espártolos (spartoli o 'chicos del cubo') por los cubos en los que llevaban el agua, que estaban hechos de cuerda sellada con brea.
En el año 6, Augusto estableció un impuesto del 4 % sobre la venta de esclavos y utilizó los ingresos para establecer este nuevo cuerpo. Las primeras unidades de vigiles estuvieron bajo el mando de los aediles y los vicomagistri. Existían entonces 6000 vigiles y todos eran esclavos. De esta manera, Augusto consolidó tres tipos diferentes de unidades en Roma: los vigiles, las cohortes urbanas y la guardia pretoriana.
En el año 22 eran comandados por el praefectus vigilum (prefecto de los vigiles), de clase ecuestre, y el subpraefectus y fueron divididos en siete cohortes comandadas por un tribuno. Por lo general, los tribunos comenzaban su carrera al mando de una unidad de vigiles. Cada cohorte estaba dividida en siete centurias, cada una de 70 a 80 hombres comandados por un centurión. Cada cohorte patrullaba dos de las catorce regiones administrativas de la ciudad. Las cohortes se duplicaron en tamaño en el 205 y los vigiles estaban compuestos mayoritariamente por libertos.
Los vigiles también actuaban como guardias nocturnos, vigilando a los ladrones y cazando esclavos fugitivos, y en ocasiones se utilizaban para mantener el orden en las calles. Su prefecto más famoso, Nevio Sutorio Macrón, sucedió a Lucio Elio Sejano como prefecto de la Guardia pretoriana después de que el emperador Tiberio utilizara a sus hombres para recuperar el control de la ciudad, en manos de los soldados de Sejano.
También había vigiles en las ciudades portuarias de Ostia y Portus. Una vexillatio (destacamento) de cuatro centurias se sacó de Roma durante cuatro meses seguidos, estacionando dos centurias en cada ciudad. Durante el Gran Incendio de Roma, los vigiles se dedicaron a saquear la ciudad en lugar de hacer cumplir la ley y combatir los incendios.
En algún momento, a principios del siglo III, los vigiles parece que perdieron su condición de unidad independiente y quedaron bajo la autoridad de los prefectos del pretorio.

## Organización

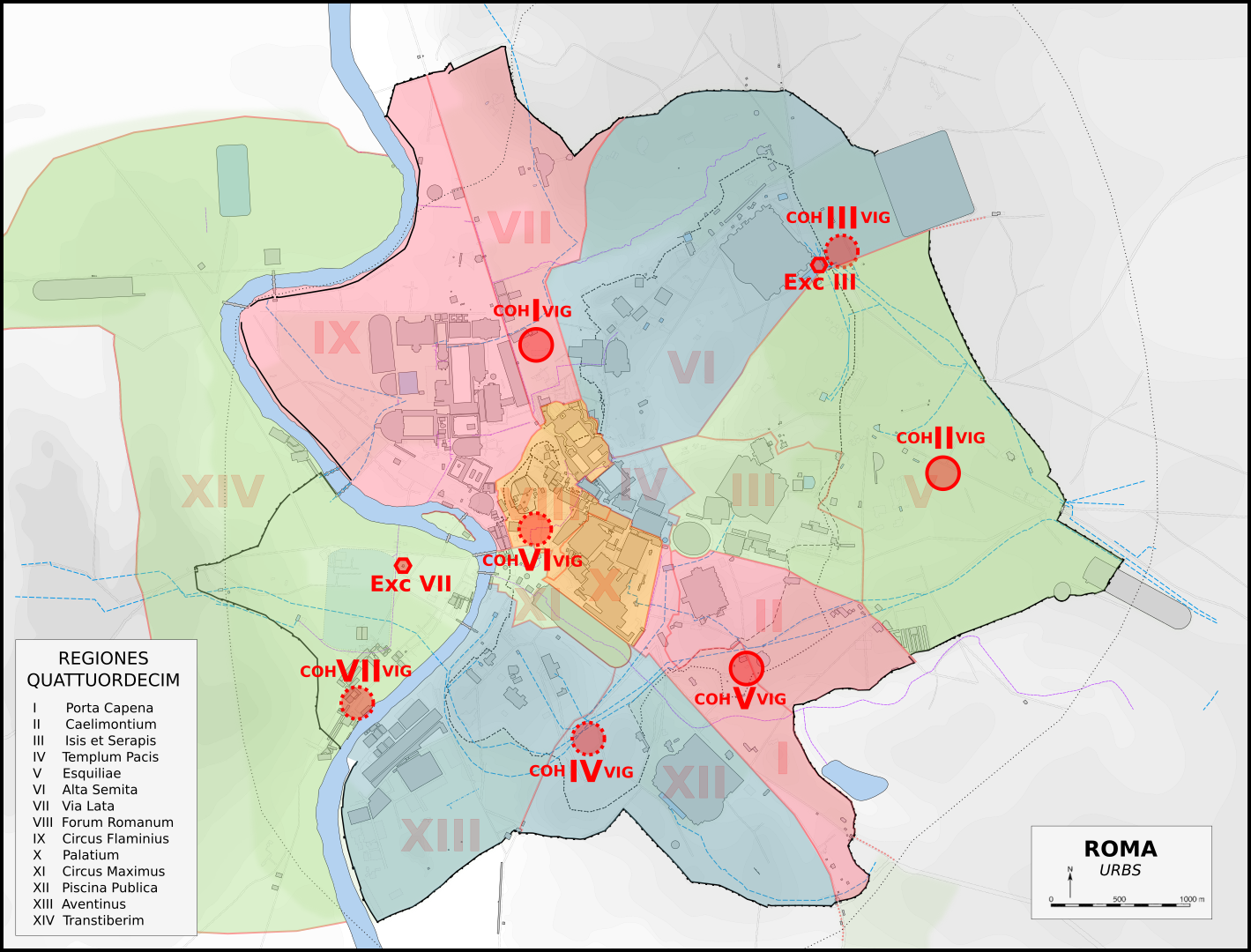
Ubicación romana de los siete cuarteles de los vigiles (VIG) y las regiones a su cargo.

Al principio, el cuerpo tuvo dificultades para reclutar hombres. En un esfuerzo por atraer gente a alistarse, la Lex Visellia, aprobada en el año 24, otorgaba la ciudadanía completa y un estipendio en efectivo a los vigiles después de seis años de servicio. En el siglo II, también se permitió alistarse a los ciudadanos.
Con el lema Ubi dolor ibi vigiles ("Allí donde hay dolor están los vigiles"), y fundados para proporcionar un servicio público, se les alojaba en cuarteles y patrullaban las calles, especialmente de noche, en busca de incendios sin supervisión. Cada propietario de una vivienda estaba obligado a mantener un equipo para combatir los incendios, y los vigiles disponían de bombas, cubos, ganchos (para tirar del material en llamas), picos, azadones y hachas. También usaban balistas los denominados ballistarius para derribar casas en llamas y crear cortafuegos. Incluso tenían su propio apoyo médico (medici), con cuatro médicos asignados a cada cohorte, y sus propios capellanes (victimarii).
Los vigiles estaban especializados en diversas labores. El sifonario (siphonarius) manejaba una bomba de agua, el acuario (aquarius) supervisaba el suministro de agua y organizaba la cadena de cubos de agua para arrojarla al fuego. Los centonarius (centones) se encargaban de las mantas empapadas en vinagre para ahogar las llamas, los que llevaban antorchas (sebaciarii) si fuese necesario para iluminar los alrededores o los que se dedicaban a desalojar los edificios vecinos. Los bomberos ordinarios eran llamaban milites (soldados).
Los vigiles estaban organizados en siete cohortes de 1000 hombres cada una. Las cohortes tenían siete centurias, cada una comandada por un centurión y un tribuno mandaba cada cohorte. El comandante de los vigiles era el praefectus vigilum. Los centuriones de los vigiles a menudo ascendían a centuriones en las cohortes urbanas, y si reunían condiciones, a centuriones en la Guardia pretoriana. Luego podían transferirse a las legiones, donde podrían alcanzar el rango de primus pilus.
El prefecto también era conocido como prefecto de los vigilantes. El prefecto era un ecuestre (eques) designado por el emperador para comandar las siete cohortes. No fue un cargo particularmente solicitado hasta el siglo III. Destacados juristas con formación legal comenzaron a acceder al puesto de prefecto para cumplir con la capacidad magisterial del cargo. Como juez, el prefecto dictaminaba en su tribunal sobre los ladrones comunes capturados durante la noche. Eventualmente, al prefecto se le daba también jurisdicción sobre delitos menores durante el día. Según Justiniano, en el caso de delitos más graves, la decisión era tomada por el praefectus urbi: "Si el delincuente fuese una persona de carácter tan matón e infame como... el caso se enviaría al prefecto de la ciudad". Frecuentemente, el praefectus vigilum llegaba a ser prefecto de la Guardia pretoriana.
Más allá del cargo del prefecto, los vigiles estaban ordenados por un rango similar al de los militares. Si bien algunos servicio podrían extenderse más allá de los veinte años, la mayoría de los rangos comisionados eran mucho más cortos. Dado que los vigiles nunca alcanzaron el prestigio de la guardia pretoriana o de las cohortes urbanas, servir en este cuerpo solía ser solo un medio de alcanzar puestos más honorables y lucrativos.
A un conocido praefectus, Julio Placidiano, se le puso al frente de una fuerza expedicionaria enviada a la Galia por Claudio II (Gothicus) en 269 para asegurar el valle del Bajo Ródano contra el llamado Imperio galo. Este es el único caso conocido en el que un titular de este cargo recibe un mando importante fuera de Roma. Se desconoce si dentro de sus tropas incluyó a vigiles de la ciudad.
Tampoco se sabe a ciencia cierta si el praefectus vigilum tenía su sede en alguno de los siete cuarteles (stationes) identificados anteriormente o si tenía una praefectura completamente separada. Si está asociado con uno de los cuarteles, es probable que haya sido el de la I Cohorte en la Via Lata.